# Messa per Rossini

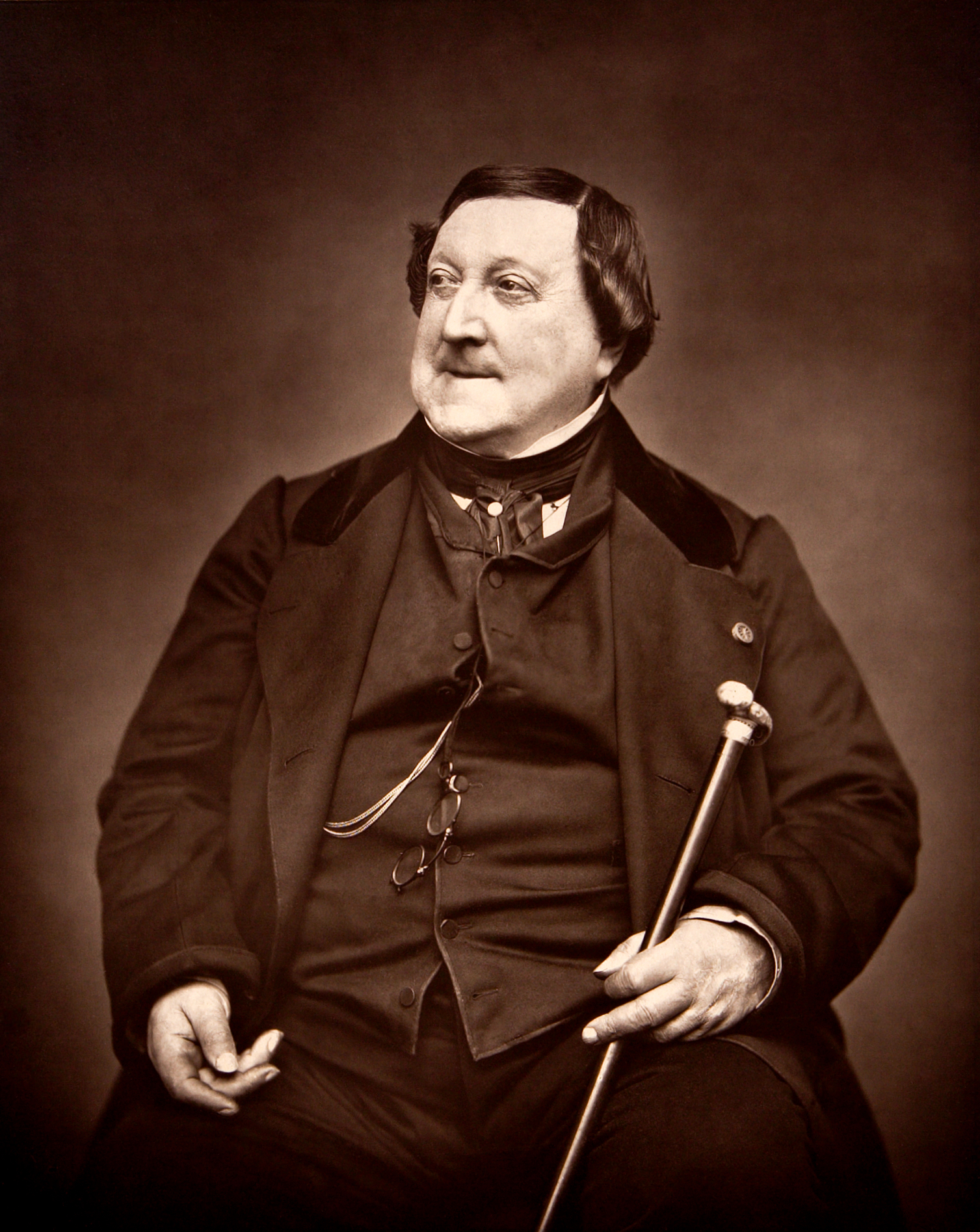
Gioachino Rossini

La Messa per Rossini est une Messe de Requiem résultant de l'assemblage des treize parties écrites par treize compositeurs différents (un pasticcio).
Peu après la mort de Gioachino Rossini en 1868, Giuseppe Verdi suggéra dans une lettre adressée à Ricordi que les douze compositeurs italiens les plus éminents participent à l'écriture d'une messe à la mémoire du musicien disparu. Elle devait être donnée pour le premier anniversaire du décès de Rossini le 13 novembre 1869 au Liceo musicale de Bologne. La composition fut terminée à l'été 1869 mais l'audition dut être annulée en raison de différends politiques. Le manuscrit est ensuite tombé dans l'oubli.
Verdi reprit sa propre contribution, le Libera me conclusif, dans une forme révisée pour sa propre Messa da Requiem.
La Messa per Rossini complète fut redécouverte par le musicologue américain David Rosen en 1970 et créée le 11 septembre 1988 par la Gächinger Kantorei dirigé par Helmuth Rilling lors du Festival européen de musique à Stuttgart. La première audition en Angleterre fut donnée en 2003 à la Royal Academy of Music de Londres par les Trinity Chorale (the Choir of Trinity College Cambridge) et Trinity Orchestra (the Symphony Orchestra of Trinity College Dublin) dirigés par John Wyatt (Directeur du département musique de l'Aldenham School). Comme ni les parties vocales et instrumentales ni le conducteur n'ont jamais été publiés, des copies des partitions manuscrites originales annotées ont été prêtées par la Casa Ricordi (éditeur milanais de Giuseppe Verdi).

## Composition
- solistes : soprano, alto, ténor, baryton, basse
- chœur mixte (4 à 6 voix)
- orchestre : piccolo, 2 flûtes, 2 hautbois, cor anglais, 2 clarinettes, clarinette basse, 4 bassons, 4 cors, 4 trompettes, 3 trombones, 1 ophicléide, 4 timbales, grosse caisse, cymbales, tam-tam, orgue, cordes

## Compositeur et contenu des différentes parties
| Compositeur                      | Section                  | Mouvement                                                                | Voix                                           |
| -------------------------------- | ------------------------ | ------------------------------------------------------------------------ | ---------------------------------------------- |
| Antonio Buzzolla (1815 - 1871)   | I. Introït               | Requiem et Kyrie                                                         | chœur                                          |
| Antonio Bazzini (1818 - 1897)    | II. Sequentia (Dies iræ) | 1. Dies iræ                                                              | chœur                                          |
| Carlo Pedrotti (1817 - 1893)     | II. Sequentia (Dies iræ) | 2. Tuba mirum                                                            | solo (baryton) et chœur                        |
| Antonio Cagnoni (1828 - 1896)    | II. Sequentia (Dies iræ) | 3. Quid sum miser                                                        | duo : soprano, alto                            |
| Federico Ricci (1809 - 1877)     | II. Sequentia (Dies iræ) | 4. Recordare Jesu pie                                                    | quatuor : soprano, alto, baryton, basse        |
| Alessandro Nini (1805 - 1880)    | II. Sequentia (Dies iræ) | 5. Ingemisco                                                             | solo (ténor) et chœur                          |
| Raimondo Boucheron (1800 - 1876) | II. Sequentia (Dies iræ) | 6. Confutatis ; Oro supplex                                              | solo (basse) et chœur                          |
| Carlo Coccia (1782 - 1873)       | II. Sequentia (Dies iræ) | 7. Lacrimosa ; Amen                                                      | chœur a cappella et chœur                      |
| Gaetano Gaspari (1808 - 1881)    | III. Offertoire          | Domine Jesu ; Quam olim Abrahae ; Hostias ; reprise du Quam olim Abrahae | quatuor (soprano, alto, ténor, basse) et chœur |
| Pietro Platania (1828 - 1907)    | IV. Sanctus              | Sanctus ; Hosanna / Benedictus / Hosanna                                 | solo (soprano) et chœur                        |
| Lauro Rossi (1810 - 1885)        | V. Agnus Dei             | Agnus Dei                                                                | solo (alto)                                    |
| Teodulo Mabellini (1817 - 1897)  | VI. Communion            | Lux æterna                                                               | trio : ténor, baryton, basse                   |
| Giuseppe Verdi (1813 - 1901)     | VII. Répons              | Libera me ; Dies iræ ; Requiem æternam ; Libera me                       | solo (soprano) et chœur                        |